# Autry-Issards
Autry-Issards est une commune française, située dans le département de l'Allier en région Auvergne-Rhône-Alpes.

## Géographie

### Localisation
La commune d'Autry-Issards, située au nord du département de l'Allier, dépend du canton de Souvigny.

### Communes limitrophes
Elle est limitrophe avec quatre communes, celles-ci étant placées géographiquement de la manière suivante en tenant compte des limites administratives et non pas des chefs-lieux de commune :
Les communes limitrophes sont  Bourbon-l'Archambault, Meillers, Saint-Menoux et Souvigny.
| Bourbon-l'Archambault | Saint-Menoux  |          |
|                       | Autry-Issards | Souvigny |
|                       | Meillers      |          |

### Transports
La commune n'est desservie que par des routes départementales de faible importance. Le centre-bourg est desservi par la RD 58 reliant au nord Saint-Menoux à Meillers au sud-ouest, la RD 104 en direction de Souvigny à l'est et la RD 134 vers Bourbon-l'Archambault au nord-ouest. La RD 293 relie Saint-Menoux au nord à la RD 106 reliant Bourbon-l'Archambault à Meillers ; sur le territoire communal, elle dessert les villages du Petit Bigut, de la Maison Neuve, de Provenchères et de la Grande Mouillère.
Au sud de la commune, la RD 73 relie Souvigny à Meillers ; elle devient la RD 11 en direction de Cosne-d'Allier et de Montluçon.

### Climat
Pour des articles plus généraux, voir Climat d'Auvergne-Rhône-Alpes et Climat de l'Allier.
En 2010, le climat de la commune est de type climat océanique dégradé des plaines du Centre et du Nord, selon une étude du CNRS s'appuyant sur une série de données couvrant la période 1971-2000. En 2020, Météo-France publie une typologie des climats de la France métropolitaine dans laquelle la commune est exposée à un climat océanique altéré et est dans la région climatique Centre et contreforts nord du Massif Central, caractérisée par un air sec en été et un bon ensoleillement.
Pour la période 1971-2000, la température annuelle moyenne est de 10,7 °C, avec une amplitude thermique annuelle de 15,6 °C. Le cumul annuel moyen de précipitations est de 766 mm, avec 11,4 jours de précipitations en janvier et 7,3 jours en juillet. Pour la période 1991-2020, la température moyenne annuelle observée sur la station météorologique de Météo-France la plus proche, « Bourbon_sapc », sur la commune de Bourbon-l'Archambault à 7 km à vol d'oiseau, est de 11,9 °C et le cumul annuel moyen de précipitations est de 777,2 mm,. Pour l'avenir, les paramètres climatiques de la commune estimés pour 2050 selon différents scénarios d'émission de gaz à effet de serre sont consultables sur un site dédié publié par Météo-France en novembre 2022.

## Urbanisme

### Typologie
Au 1er janvier 2024, Autry-Issards est catégorisée commune rurale à habitat très dispersé, selon la nouvelle grille communale de densité à 7 niveaux définie par l'Insee en 2022.
Elle est située hors unité urbaine. Par ailleurs la commune fait partie de l'aire d'attraction de Moulins, dont elle est une commune de la couronne,. Cette aire, qui regroupe 64 communes, est catégorisée dans les aires de 50 000 à moins de 200 000 habitants,.

### Occupation des sols

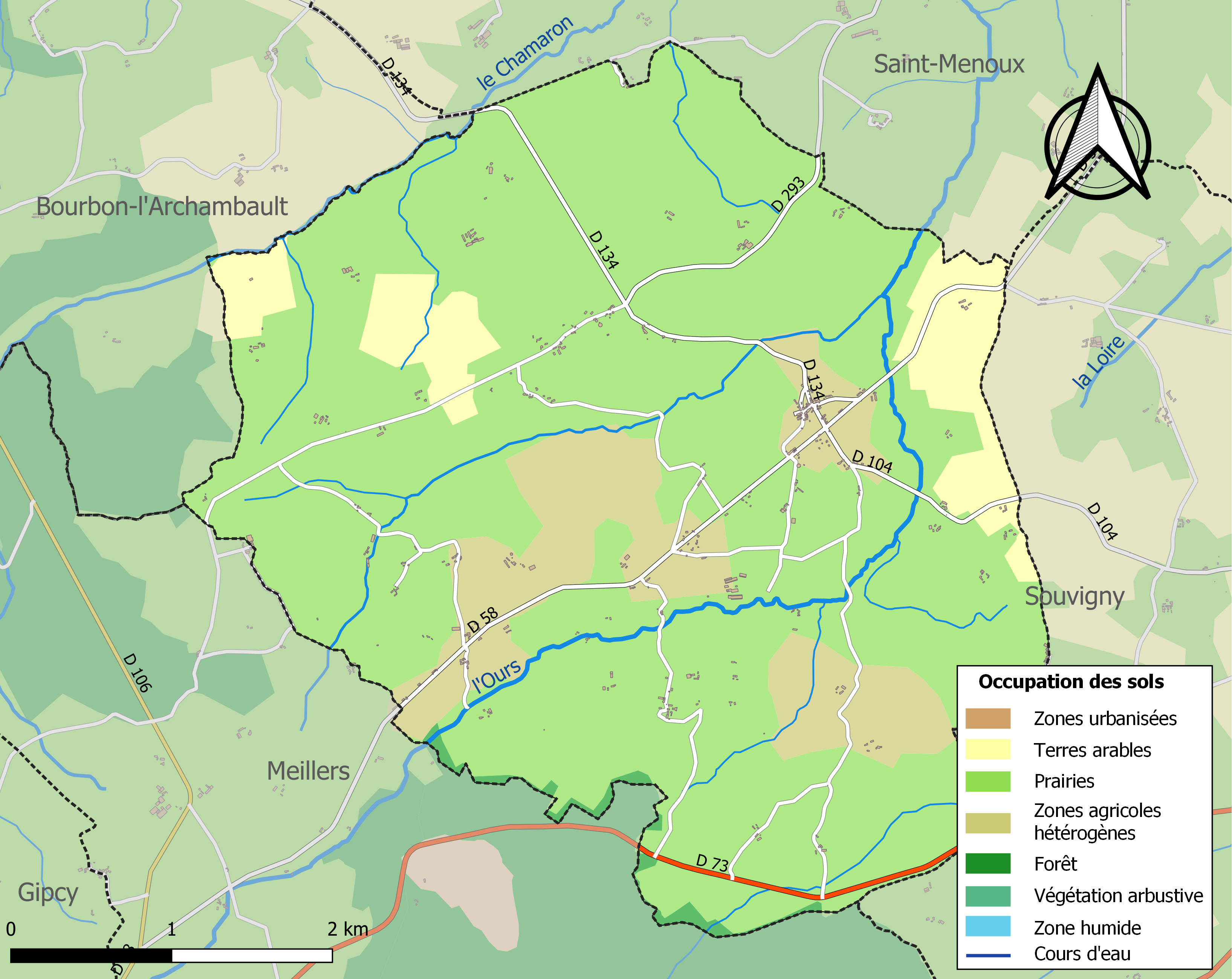
Carte des infrastructures et de l'occupation des sols de la commune en 2018 (CLC).

L'occupation des sols de la commune, telle qu'elle ressort de la base de données européenne d’occupation biophysique des sols Corine Land Cover (CLC), est marquée par l'importance des territoires agricoles (99,6 % en 2018), une proportion identique à celle de 1990 (99,6 %). La répartition détaillée en 2018 est la suivante : 
prairies (79,4 %), zones agricoles hétérogènes (13 %), terres arables (7,3 %), forêts (0,4 %).
L'IGN met par ailleurs à disposition un outil en ligne permettant de comparer l’évolution dans le temps de l’occupation des sols de la commune (ou de territoires à des échelles différentes). Plusieurs époques sont accessibles sous forme de cartes ou photos aériennes : la carte de Cassini (XVIIIe siècle), la carte d'état-major (1820-1866) et la période actuelle (1950 à aujourd'hui).

## Politique et administration

### Découpage territorial
La commune d'Autry-Issards est membre de la communauté de communes du Bocage Bourbonnais, un établissement public de coopération intercommunale (EPCI) à fiscalité propre créé le 1er janvier 2017 dont le siège est à Bourbon-l'Archambault. Ce dernier est par ailleurs membre d'autres groupements intercommunaux.
Sur le plan administratif, elle est rattachée à l'arrondissement de Moulins, au département de l'Allier et à la région Auvergne-Rhône-Alpes. Sur le plan électoral, elle dépend du  canton de Souvigny pour l'élection des conseillers départementaux, depuis le redécoupage cantonal de 2014 entré en vigueur en 2015, et de la première circonscription de l'Allier  pour les élections législatives, depuis le dernier découpage électoral de 2010.

### Administration municipale

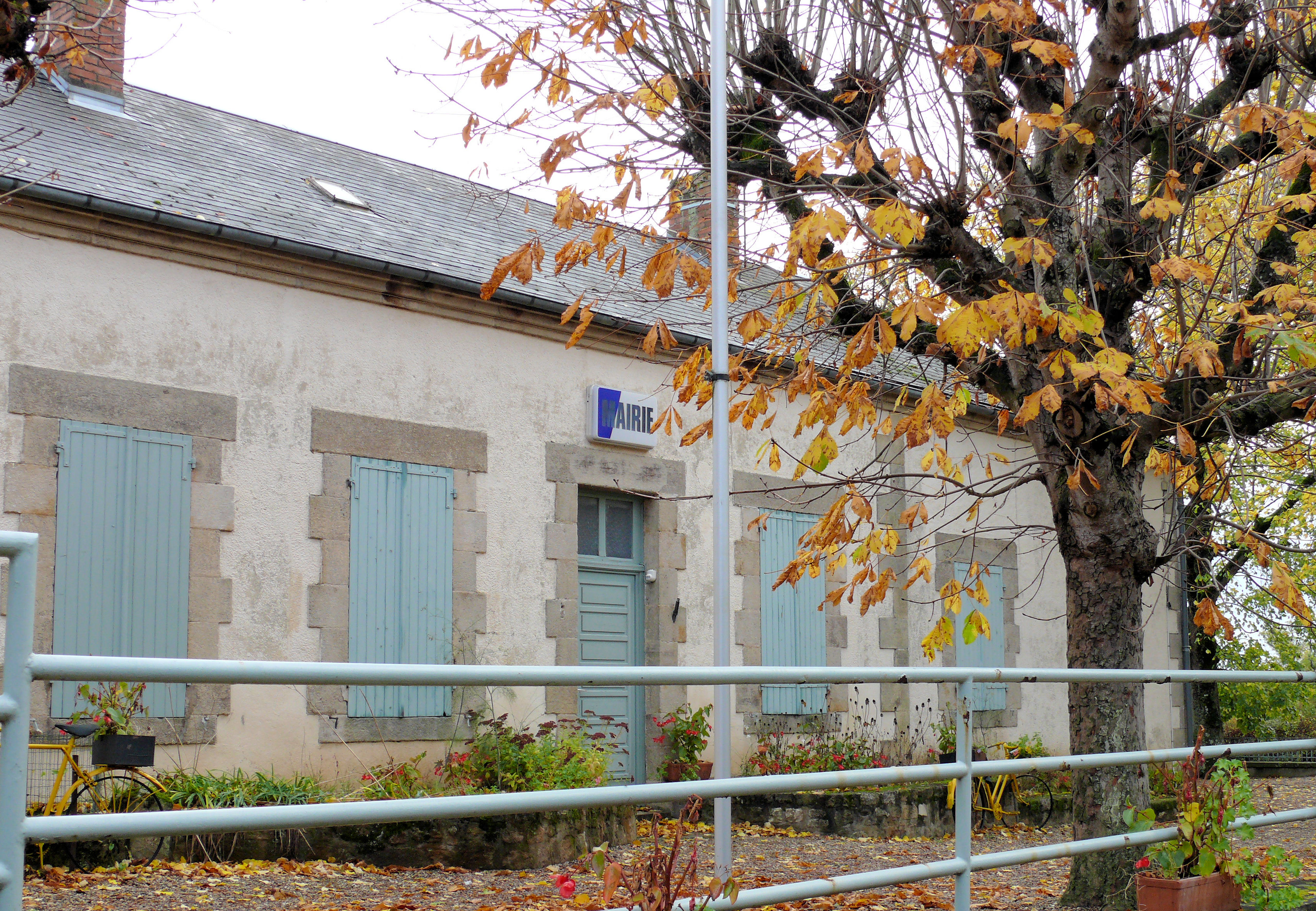
La mairie.

| Période                                  | Période                     | Identité           | Étiquette | Qualité                        |
| ---------------------------------------- | --------------------------- | ------------------ | --------- | ------------------------------ |
| Les données manquantes sont à compléter. |                             |                    |           |                                |
| 1989                                     | 1995                        | Christian Chalmin  |           |                                |
| mars 2001                                | avril 2014                  | Jean-Pierre Laloue | DVG       |                                |
| avril 2014                               | mai 2020                    | Bernard Debeauvais | SE        | Agriculteur                    |
| mai 2020                                 | En cours (au 20 avril 2021) | François Regnault  |           | Éducateur technique spécialisé |

## Population et société

### Démographie
Les habitants sont nommés les Issardiens,.
L'évolution du nombre d'habitants est connue à travers les recensements de la population effectués dans la commune depuis 1793. Pour les communes de moins de 10 000 habitants, une enquête de recensement portant sur toute la population est réalisée tous les cinq ans, les populations de référence des années intermédiaires étant quant à elles estimées par interpolation ou extrapolation. Pour la commune, le premier recensement exhaustif entrant dans le cadre du nouveau dispositif a été réalisé en 2004.

En 2022, la commune comptait 309 habitants, en évolution de −5,21 % par rapport à 2016 (Allier : −1,38 %, France hors Mayotte : +2,11 %).
| 1793 | 1800 | 1806 | 1821 | 1831 | 1836 | 1841 | 1846 | 1851 |
| ---- | ---- | ---- | ---- | ---- | ---- | ---- | ---- | ---- |
| 590  | 590  | 680  | 665  | 639  | 638  | 629  | 613  | 566  |

| 1856 | 1861 | 1866 | 1872 | 1876 | 1881 | 1886 | 1891 | 1896 |
| ---- | ---- | ---- | ---- | ---- | ---- | ---- | ---- | ---- |
| 609  | 642  | 673  | 713  | 738  | 628  | 650  | 658  | 672  |

| 1901 | 1906 | 1911 | 1921 | 1926 | 1931 | 1936 | 1946 | 1954 |
| ---- | ---- | ---- | ---- | ---- | ---- | ---- | ---- | ---- |
| 688  | 678  | 659  | 531  | 527  | 443  | 466  | 411  | 366  |

| 1962 | 1968 | 1975 | 1982 | 1990 | 1999 | 2004 | 2006 | 2009 |
| ---- | ---- | ---- | ---- | ---- | ---- | ---- | ---- | ---- |
| 347  | 339  | 311  | 307  | 327  | 307  | 320  | 317  | 339  |

| 2014 | 2019 | 2022 | - | - | - | - | - | - |
| ---- | ---- | ---- | - | - | - | - | - | - |
| 336  | 323  | 309  | - | - | - | - | - | - |

### Enseignement
Autry-Issards dépend de l'académie de Clermont-Ferrand. Elle gère une école élémentaire publique.
Hors dérogations à la carte scolaire, les collégiens se rendent à Bourbon-l'Archambault et les lycéens à Moulins et Yzeure.

## Culture locale et patrimoine

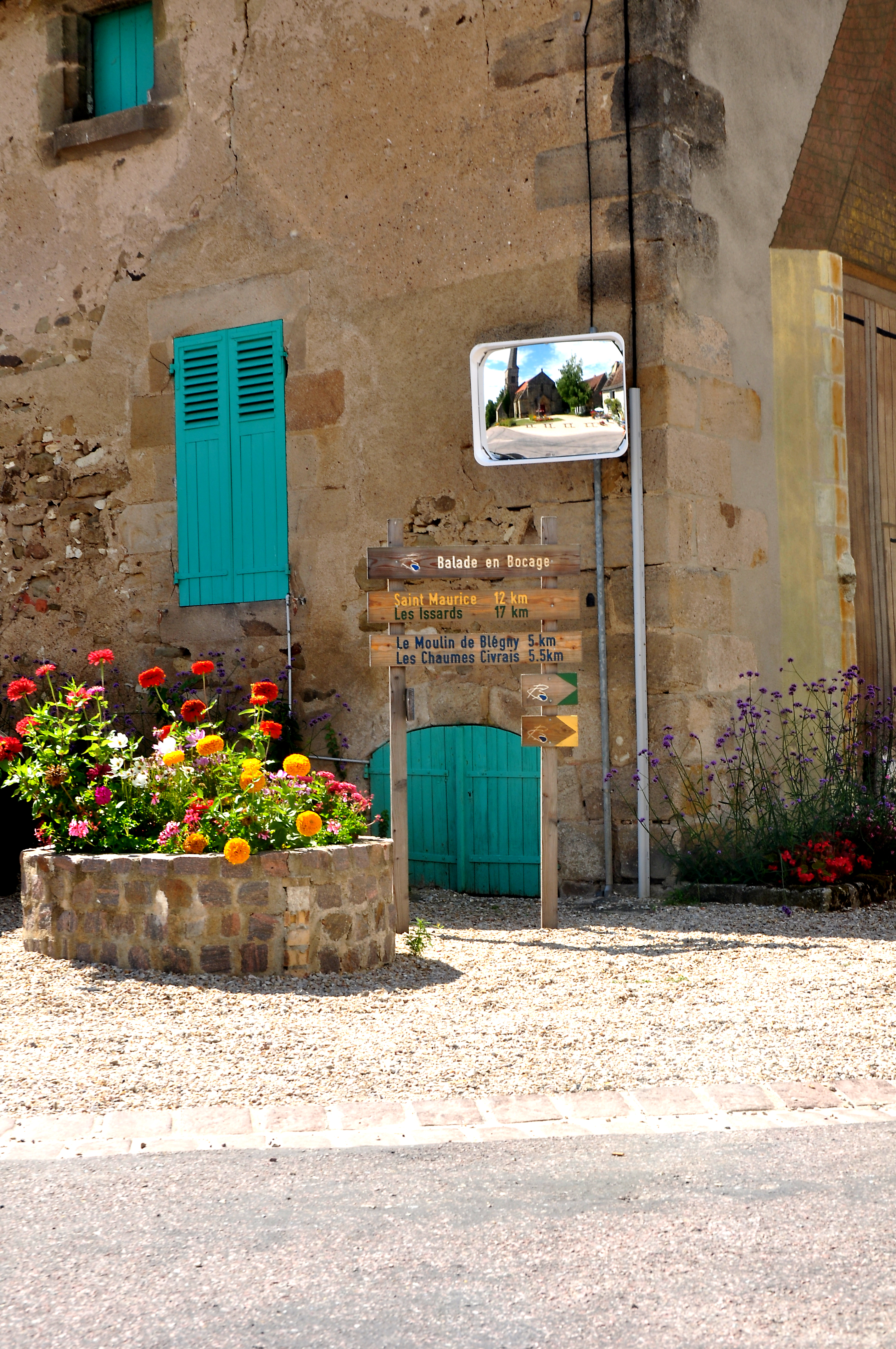
Coin de rue à Autry-Issards.

### Lieux et monuments
- Église de la Sainte-Trinité, d'origine romane dont l'essentiel remonte au début du XIIe siècle, avec portail et tympan sculpté et clocher.

L'héritage du haut Moyen Âge (édifice long et bas ; utilisation répétée du linteau en bâtière) et les influences décoratives clunisiennes (pilastres cannelés notamment) s'y conjuguent. Le décor du portail (pilastres cannelés et rinceaux enchevêtrés) rappelle fortement certains éléments décoratifs de l'abbatiale de Chezal-Benoît (Cher), construite dans la première moitié du XIIe siècle. Le clocher surmonté de sa flèche de pierre est un des plus hauts du département. Le tympan présente deux anges qui soutiennent une mandorle où trônait auparavant un christ en gloire que l'on retrouve dans l'église voisine de Meillers ; ils sont entourés d'arcades où sont pendues des lampes. Chose très rare, l'artiste a signé son œuvre : Natalis me fecit.
À l'intérieur, Descente de croix : peinture sur bois, fin du XVe siècle, école flamande.
L'église fait partie des nombreuses églises romanes du pays de Souvigny. Elle a été classée monument historique le 14 mars 1927,.

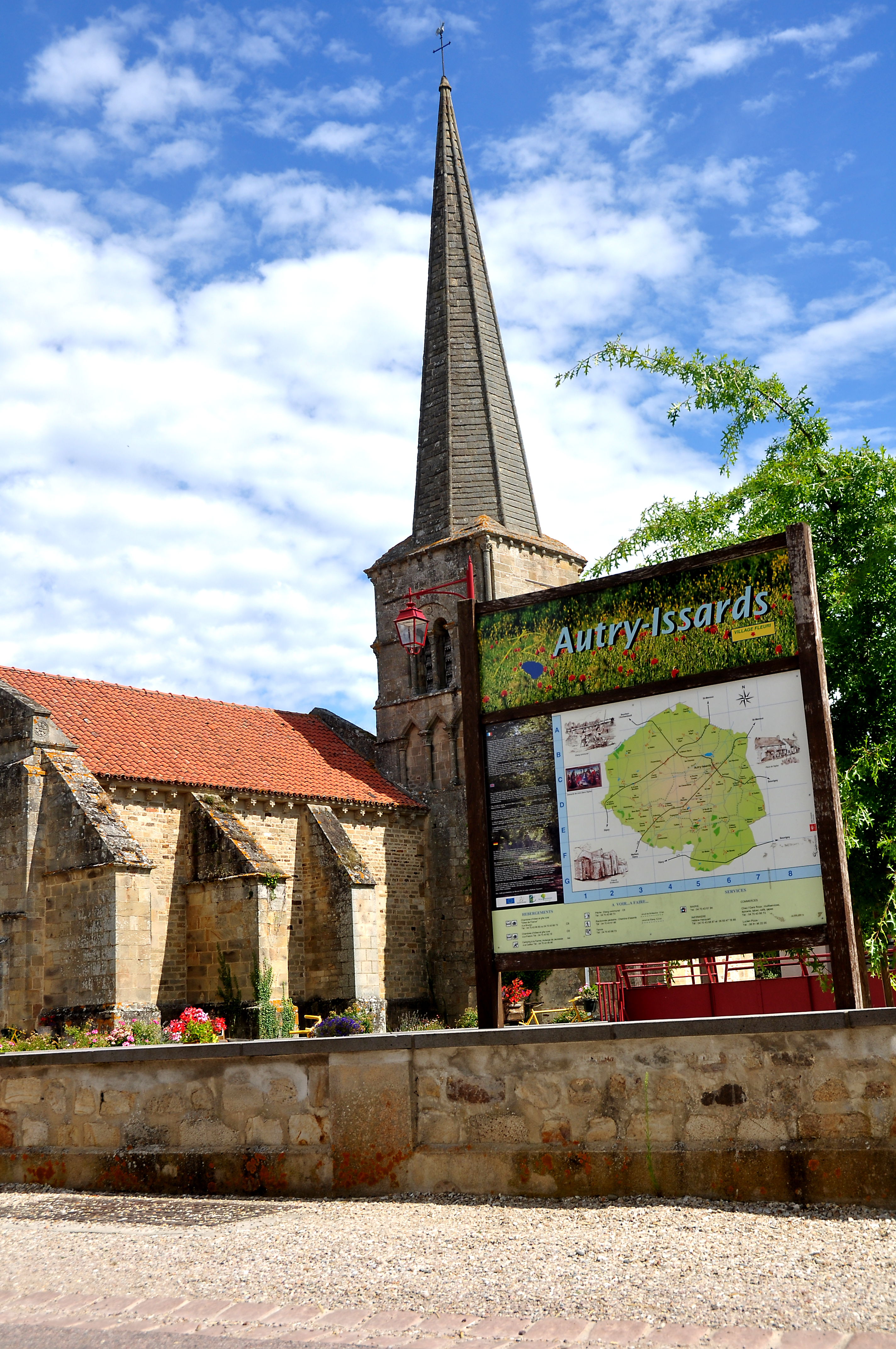
Église de la Sainte-Trinité.
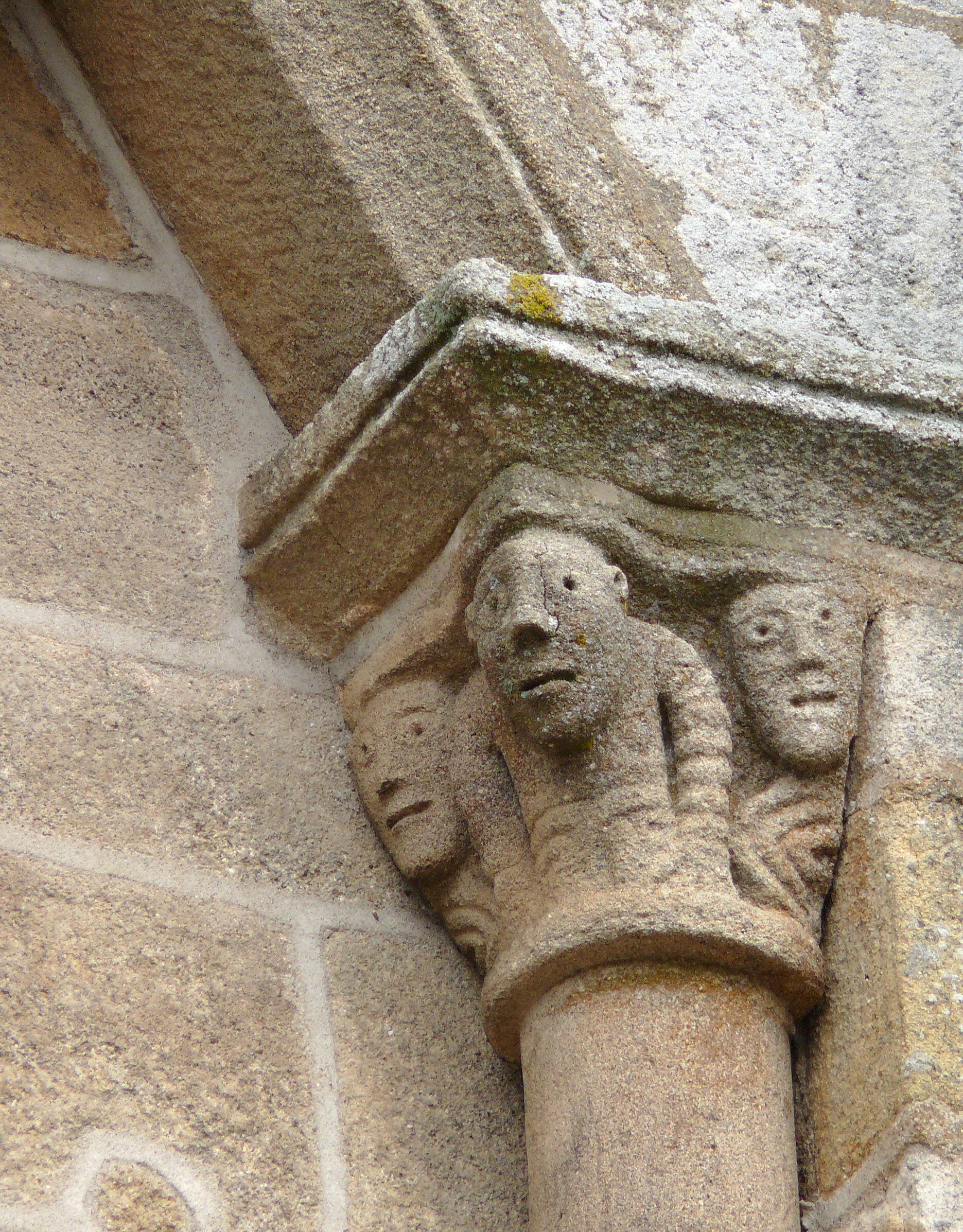
Chapiteau du clocher.
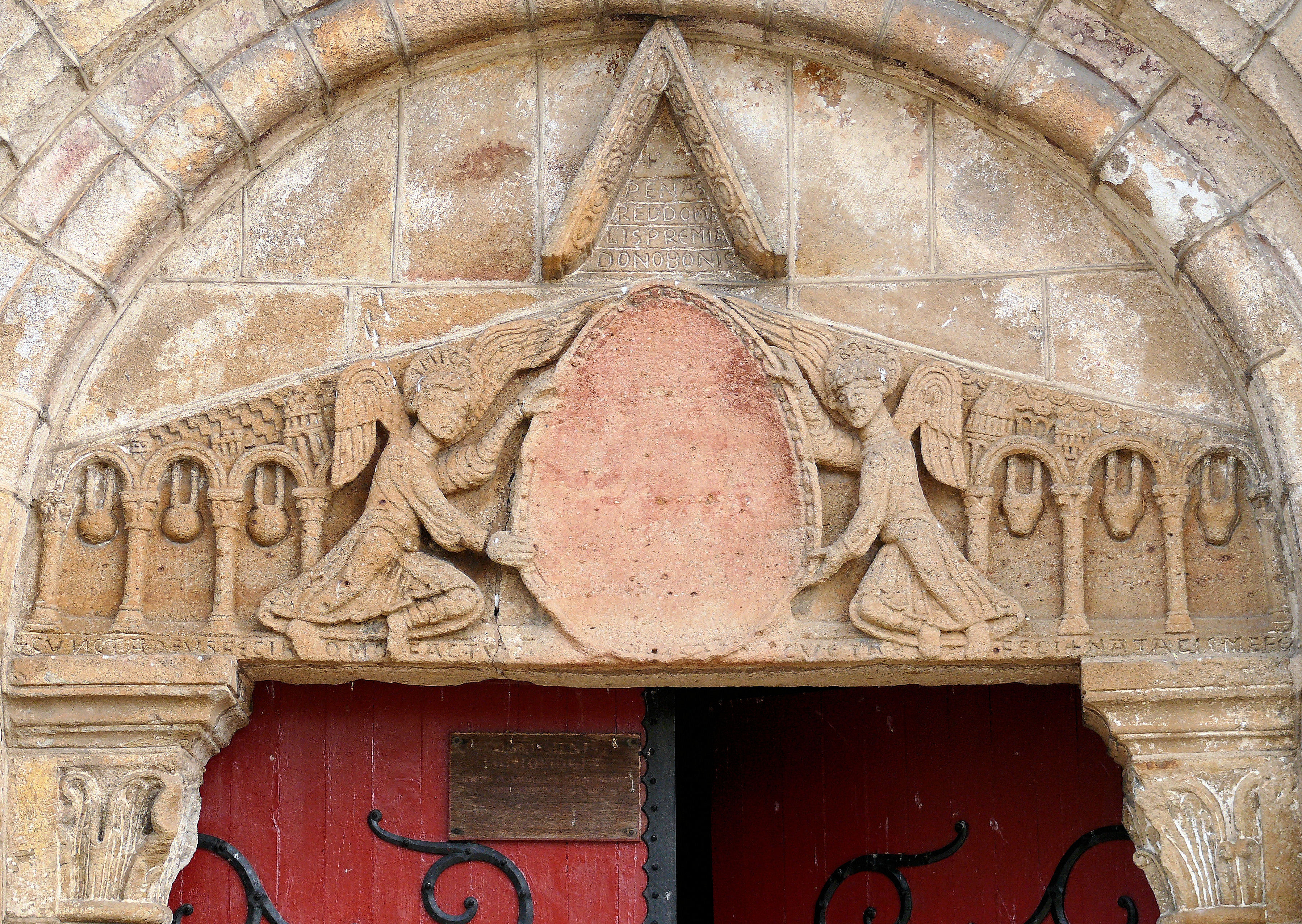
Tympan.
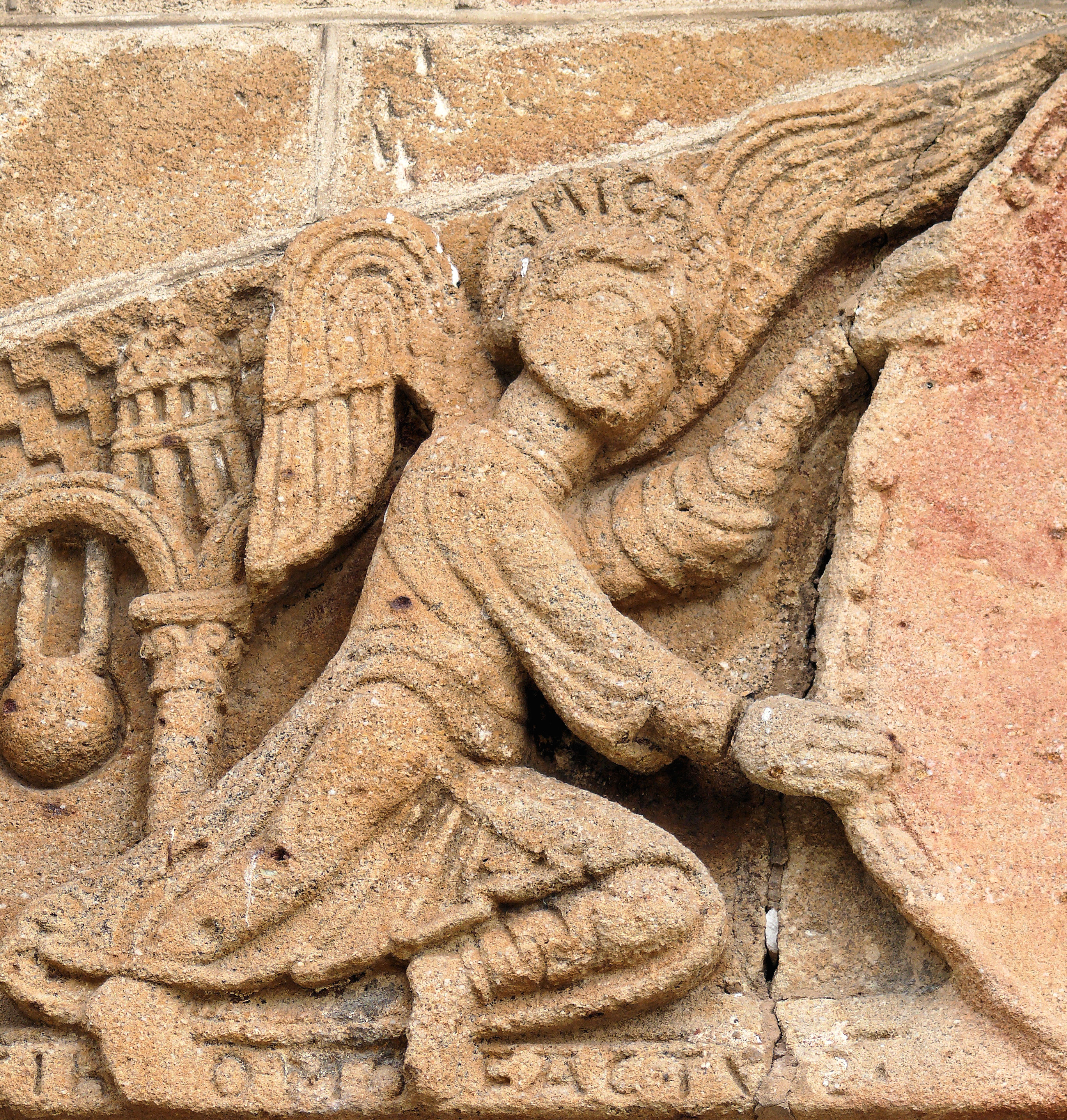
Saint Michel tenant la mandorle. Dessous, la signature de l'auteur du tympan.
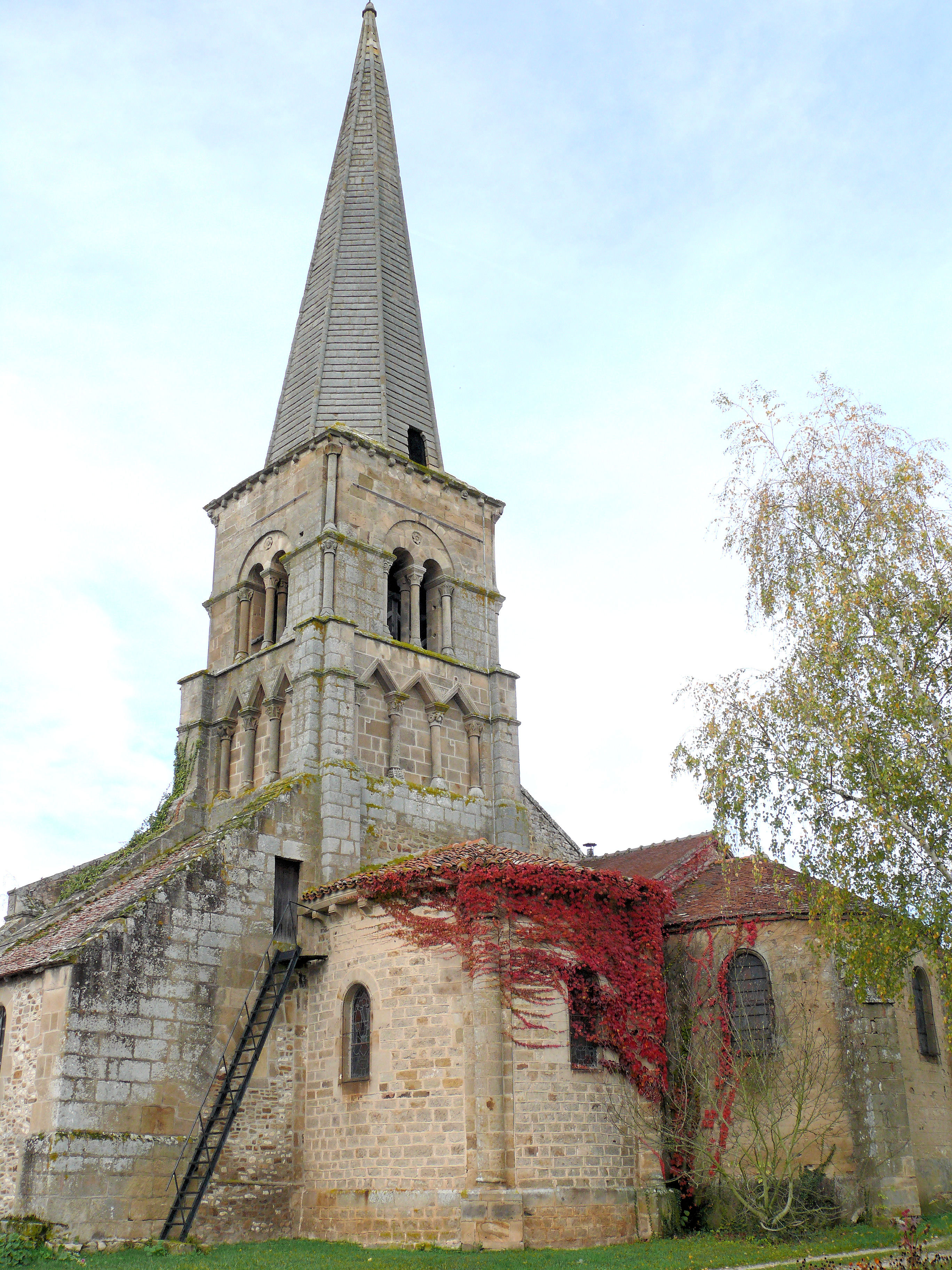
Chevet et abside.
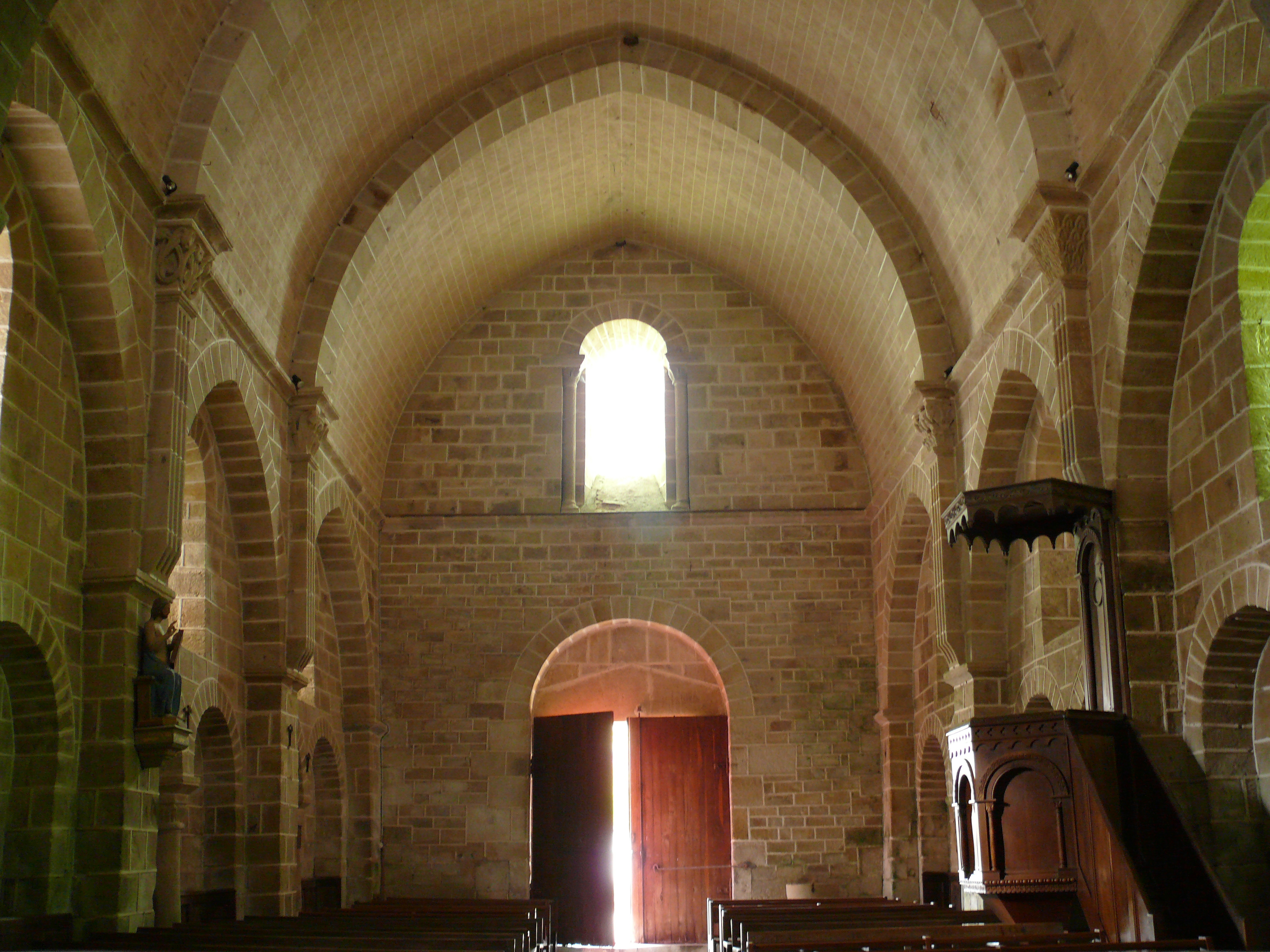
Nef.
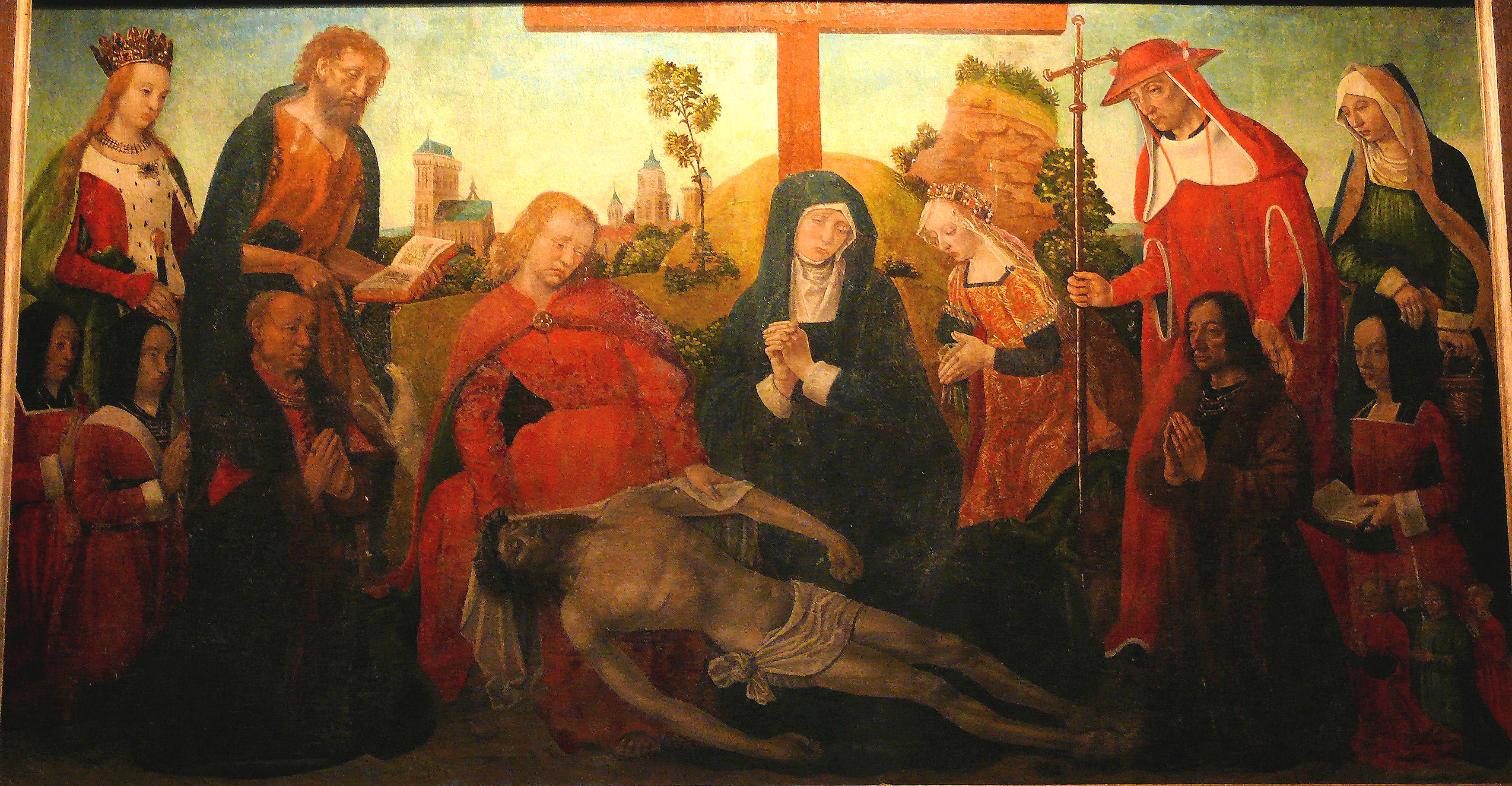
Descente de Croix.

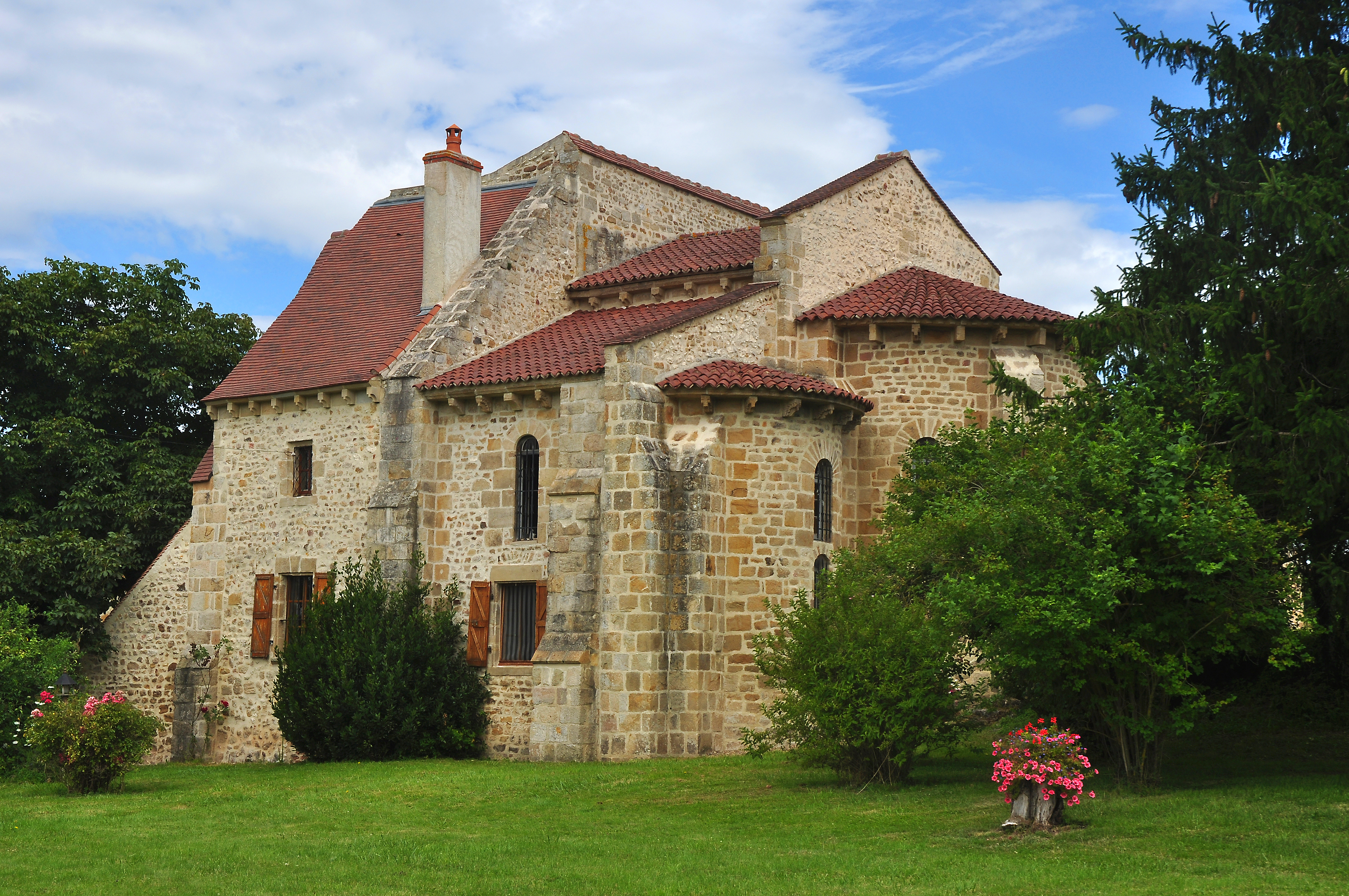
Le prieuré Saint-Maurice.

- Prieuré Saint-Maurice, style roman XIIe siècle. L'ancien prieuré est inscrit au titre des monuments historiques depuis le 6 juin 1933[27],[28].
- Château du Plessis, de la fin du XVe siècle, à 2 km au sud-ouest. En 1497, Jean Nicolas, seigneur du Plessis, est autorisé par le duc de Bourbon à construire le château et à le fortifier[29]. Le château est inscrit au titre des monuments historiques depuis le 13 février 1928[30],[31].
- Château d'Issards à 3 km au sud. Le château comprend une partie ancienne (tour et escalier d'honneur accolé), datant de la fin du XVe siècle avec des décors Charles VII[29], et une partie construite entre 1862 et 1870 par l'architecte Jean Moreau (1828-1899) pour le comte Louis Gabriel Carré d'Aligny. Le château est inscrit au titre des monuments historiques depuis le 9 avril 2001[32],[33].

### Personnalités liées à la commune
- Pierre Lacorne, notaire, né en 1940 à Autry-Issards et président ASF France Aviation Sans Frontières.
- Christian Chalmin, éditeur, né en 1947 à Autry-Issards et maire de la commune de 1989 à 1995.
- Sanne Spangenberg, de nationalité franco-néerlandaise, née à Moulins en 1993, élue miss Auvergne 2012, y a vécu jusqu'à sa majorité. Elle participe à l'élection de Miss France 2013 le 8 décembre 2012 en direct sur TF1.